# Luis Mauricio Chorro
Luis Mauricio Chorro (Alacant, 13 de maig de 1843 - 10 de gener de 1915) fou un metge i polític alacantí. En 1867 es va llicenciar en medicina a la Universitat Central de Madrid i es va establir a Alacant, on es va especialitzar en les malalties de la infància En 1870 fou nomenat metge del llatzaret del castell de la Santa Bàrbara arran d'una epidèmia de febre groga. Per la seva tasca va rebre l'Creu de la Beneficència. Va exercir molts anys en la beneficència local i a causa de la seva popularitat en març de 1907 fou escollit alcalde d'Alacant. Durant el seu mandat el rei Alfons XIII d'Espanya li va atorgar la Gran Creu de l'Orde d'Isabel la Catòlica. Va morir el 10 de gener de 1915.